# José Antonio Gómez-Coronado
José Antonio Gómez-Coronado Vinuesa (Sevilla, 19 de marzo de 1978) es un médico y poeta español, ganador del Premio Adonais en 2001.

## Biografía
Se le considera representante de la nueva poesía andaluza. Es médico de profesión y actualmente realiza la especialidad de ginecología. En paralelo con sus estudios se aficiona a la poesía y frecuenta tertulias de jóvenes mientras empieza a componer sus primeros versos.
Gómez-Coronado fue nominado en 2001 al VII premio Universidad de Sevilla en la categoría de poesía con su libro Números. Poco después, es galardonado con el Premio Adonáis de Poesía por su publicación El triunfo de los días, premio que incluyó 25 poetas jóvenes españoles. En 2005 publicó su tercer y último libro, La derrota del sol.

## Obra
- Gómez-Coronado, José Antonio (2001). Números. Universidad de Sevilla. ISBN 978-84-472-0666-7. Consultado el 18 de enero de 2023.
- Gómez-Coronado, José Antonio (2002). El triunfo de los días. Ediciones Rialp, S.A. ISBN 84-321-3386-8. OCLC 49225066. Consultado el 18 de enero de 2023.
- Gómez-Coronado, José Antonio (2005). La derrota del sol (1. ed edición). Fundación José Manuel Lara. ISBN 84-96152-78-2. OCLC 60373070. Consultado el 18 de enero de 2023.